# John Vereker, 6. Viscount Gort

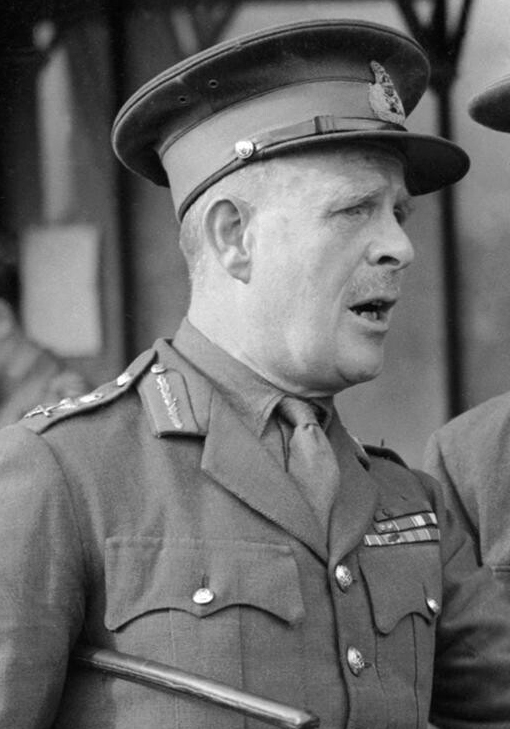
John Vereker, 6. Viscount Gort (1939/40)

John Standish Surtees Prendergast Vereker, 6. Viscount Gort, VC, GCB, CBE, DSO, MVO, MC (* 10. Juli 1886 in London; † 31. März 1946 ebenda), meist Lord Gort genannt, war ein britischer Feldmarschall. Er kommandierte die British Expeditionary Force während der deutschen Eroberung Frankreichs, war Gouverneur von Gibraltar und Malta und Hochkommissar in Palästina und Transjordanien.

## Leben
John Vereker war der ältere Sohn des John Vereker, 5. Viscount Gort, aus dessen Ehe mit Eleanor Surtees. Er wurde in London geboren und wuchs in Durham und auf der Isle of Wight auf. Er war noch minderjährig, als er 1902 beim Tod seines Vaters dessen irische Adelstitel als 6. Viscount Gort und 6. Baron Kiltarton erbte. Er besuchte von ca. 1900 bis 1904 die Harrow School, absolvierte von 1905 bis 1906 eine Kadettenausbildung am Royal Military College Sandhurst und erhielt bereits im August 1905 einen Offiziersposten in der British Army als Second Lieutenant der Grenadier Guards. Im April 1907 wurde er zum Lieutenant befördert.
1910 wurde er als Member des Royal Victorian Order (MVO) ausgezeichnet. Bei dem Staatsbegräbnis für König Edward VII. 1910 befehligte er die Sargträger.
Er heiratete im Februar 1911 Corinna Katherine Medlicott Vereker (1891–1940), eine Cousine zweiten Grades. Aus dieser Ehe, die 1925 geschieden wurde, hatte er zwei Söhne und eine Tochter:
- Hon. Charles Standish Vereker (1912–1941), ⚭ Yvonne Frances Barnett;
- Hon. Jocelyn Cecil Vereker (1913–1915);
- Hon. Jacqueline Corinne Yvonne Vereker (1914–1962), ⚭ William Sidney, 1. Viscount De L’Isle, VC.

1913 wurde er Adjutant des Kommandierenden Generals des Militärdistrikts London.

### Erster Weltkrieg
Vereker hatte bei Beginn des Ersten Weltkriegs im August 1914 den Rang eines Captain erreicht. Er diente während des gesamten Krieges an der Westfront. Er war zeitweise Adjutant von General Charles Monro im Stab der First Army und wurde im April 1915 Brigade-Major der 4th (Guards) Brigade ernannt. Im Juni 1916 erhielt er den Brevet-Rang eines Majors und wurde im April 1917 mit dem temporären Rang eines Lieutenant-Colonel zum Kommandeur des 4th Battalion der Grenadier Guards ernannt. Er wurde im Laufe der Kriegshandlungen dreimal verwundet und aufgrund seiner herausragenden Tapferkeit achtmal namentlich in den offiziellen Kriegsberichten in der London Gazette erwähnt (Mentioned in Despatches). 1915 wurde er mit dem Military Cross und 1917 dem Distinguished Service Order (mit zwei Wiederholungsspangen 1917 und 1918) ausgezeichnet.
Am 27. November 1918 erhielt er das Victoria-Kreuz, die höchste Auszeichnung Großbritanniens für überragende Tapferkeit im Angesicht des Feindes. Er hatte am 27. September 1918 bei Flesquières, trotz schweren Abwehrfeuers in offenem Terrain und obgleich er dabei mehrfach verwundet wurde, einen erfolgreichen Angriff seines Bataillons, der Grenadier Guards, über den Canal du Nord persönlich angeführt.

### Zwischenkriegszeit
Im Oktober 1919 wurde er in den substanziellen Rang eines Majors und im Januar 1921 in den Brevet-Rang eines Lieutenant-Colonel befördert. Nachdem er 1919 einen Stabsoffizierslehrgang am Staff College Camberley absolviert hatte, wurde Vereker dort ab 1921 als Ausbilder eingesetzt. 1926 war er zeitweise Ausbilder an der Offiziersschule in Sheerness. Nach einer Auslandsverwendung 1927 in Shanghai befehligte er, 1926 zum Colonel befördert und 1928 als Commander des Order of the British Empire (CBE) ausgezeichnet, ab 1930 zwei Jahre lang die Guards Brigade in London. Es folgte ein Einsatz bei der British Indian Army, bis er für ein Jahr Kommandant des Staff College Camberley wurde.
1937 wurde Vereker vom Major-General unter Auslassung des Ranges Lieutenant-General direkt zum General befördert und zur Überraschung vieler zum Chef des Imperialen Generalstabes ernannt. In dieser Funktion setzte er sich für den verstärkten Ausbau des Heeres ein. 1937 wurde er als Companion (CB) in den Order of the Bath aufgenommen und 1938 zum Knight Commander desselben Ordens (KCB) erhoben.

### Zweiter Weltkrieg

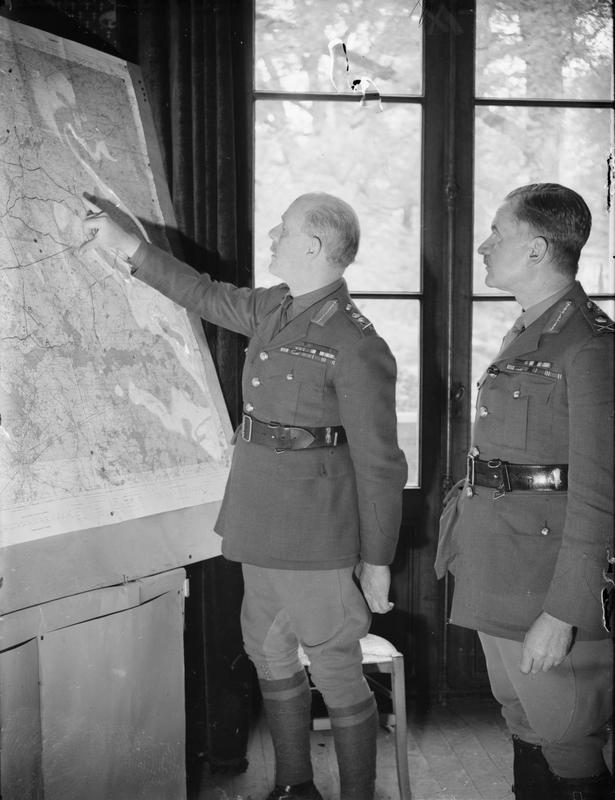
Lord Gort mit seinem Generalstabschef Henry Royds Pownall beim Kartenstudium, Habarcq, 26. November 1939

Bei Beginn des Zweiten Weltkrieges wurde Vereker zum Oberbefehlshaber der British Expeditionary Force (BEF) in Frankreich ernannt. Nachdem der deutsche Vorstoß durch die Ardennen die alliierten Streitkräfte gespalten hatte, zog er die britischen Truppen zusammen mit alliierten Verbänden an die Küste zurück, von wo aus sie während der Schlacht um Dünkirchen nach Großbritannien weitgehend evakuiert werden konnten (Operation Dynamo). Im Juni 1940 wurde er zum Knight Grand Cross des Order of the Bath (GCB) erhoben.
Verekers Rolle als Kommandeur wird dabei bis heute kontrovers diskutiert. Einerseits war seine Truppenführung konventionell ausgerichtet und erwies sich als der deutschen Taktik nicht gewachsen, andererseits ermöglichten seine Befehle die Rückführung von Tausenden gut ausgebildeten Soldaten.
Ein weiteres Truppenkommando erhielt Vereker nicht mehr. Er wurde zunächst persönlicher Militäradjutant von König Georg VI., dann Gouverneur von Gibraltar (1941/42) und Malta (1942–1944), wo er sich wiederum durch persönlichen Mut und Führungsqualitäten auszeichnete. 1943 wurde er zum Field Marshal befördert. Das Kriegsende erlebte er als britischer Hochkommissar im Völkerbundsmandat für Palästina.

### Nachkriegszeit
Im November 1945 wurde bei Vereker Krebs diagnostiziert. Drei Monate später wurde ihm am 8. Februar 1946 der Adelstitel eines Viscount Gort in der Peerage of the United Kingdom verliehen, womit er auch einen Sitz im House of Lords erhielt. Zwar hatte Gort einen gleichnamigen Titel bereits seit dem Tod seines Vaters inne, doch gehörte der ererbte Titel zur Peerage of Ireland, deren Inhaber nicht automatisch Mitglieder des House of Lords waren. Er war jedoch bereits zu krank um den Sitz im House of Lords tatsächlich einzunehmen. Als er am 31. März 1946 im Guy’s Hospital starb, erlosch dieser Titel, da seine Söhne bereits 1915 und 1941 kinderlos verstorben waren. Seine irischen Titel fielen an seinen jüngeren Bruder Standish Vereker. Er wurde auf Penshurst Place in Kent, dem Anwesen seines Schwiegersohns, bestattet.